# BibTeX
BibTeX ist ein Programm zur Erstellung von Literaturangaben und -verzeichnissen in TeX- oder LaTeX-Dokumenten, entwickelt 1985 von Oren Patashnik und Leslie Lamport in WEB/Pascal. Nach der Version 0.99c vom Februar 1988 stagnierte die Entwicklung für 22 Jahre. Mit der Version 0.99d wurde im März 2010 eine Weiterentwicklung angekündigt.
Das zugehörige textuelle Dateiformat wird mittlerweile von vielen Bibliothekskatalogen und Literaturverwaltungsprogrammen als Austauschformat angeboten.

## Funktionsweise
Um ein Literaturverzeichnis zu erstellen, werden aus einem LaTeX-Dokument alle Zitatverweise herausgesucht und über eine Literatur-Datenbank dem entsprechenden Werk zugeordnet. Bei der Literaturdatenbank handelt es sich um eine Textdatei (.bib-Datei), in der alle bekannten Angaben über ein Werk (Buch, Wissenschaftliche Publikation, Webseite etc.) in einer bestimmten Syntax notiert werden.
Die zitierten Werke werden sortiert und durch eine entsprechende Anweisung im LaTeX-Dokument aufgelistet. Die Formatierung dieser Literaturliste ist variabel. Der im Dokument eingestellte BibTeX-Stil (engl. style) bestimmt, welche Angaben in welcher Formatierung dargestellt werden.
BibTeX ist in der Lage, auch mit sehr großen Literaturbeständen sowie mit sehr großen Dokumenten problemlos zusammenzuarbeiten. BibTeX hat sich daher im wissenschaftlichen Umfeld schon seit Jahren als offenes Standardformat für Literaturangaben etabliert.

### LaTeX
Bei der Benutzung von LaTeX wird mit der ersten Ausführung von LaTeX eine Textdatei mit der Endung .aux erzeugt. Mit dem Ausführen von BibTeX wird aus der .aux-Datei und der .bib-Datei (und der .bst-Style-Datei) eine weitere Textdatei mit der Endung .bbl erzeugt, die genau die im Dokument angeforderten Einträge aus der Literaturdatenbank enthält. Beim nächsten Ausführen von LaTeX wird diese .bbl-Datei verwendet, um das Literaturverzeichnis zu erzeugen. Es sind also immer drei Schritte (LaTeX, dann BibTeX, dann nochmals LaTeX) notwendig, um das Dokument mit Literaturangaben fertigzustellen.

### Pandoc
Der Dokumentenparser Pandoc unterstützt mit dem Schalter --bibliography die Angabe von Literaturdatenbanken in den Formaten BibTeX, BibLaTeX und anderen.

## Beispiel
Das folgende Beispiel (entnommen aus einer BibTeX-Datei)
```
 
@article
{
lin1973
,

    
author
  
=
 
{Shen Lin and Brian W. Kernighan}
,

    
title
   
=
 
{An Effective Heuristic Algorithm for the Travelling-Salesman Problem}
,

    
journal
 
=
 
{Operations Research}
,

    
volume
  
=
 
{21}
,

    
year
    
=
 
{1973}
,

    
pages
   
=
 
{498--516}
,

 
}

```

wird durch den BibTeX-Stil plain in diese Ausgabe in der Literaturliste (engl. bibliography) überführt:
[1] Shen Lin and Brian W. Kernighan. An effective heuristic algorithm for the travelling-salesman problem. Operations Research, 21:498–516, 1973.
Der Befehl \cite{lin1973} innerhalb eines LaTeX-Dokuments wird durch die in der BibTeX-Datei mit dieser ID angegebene Referenz, im Beispiel „[1]“, ersetzt. Erzeugt wird die Literaturliste im Dokument durch den Befehl \bibliography{literature}, wenn die zugehörige BibTeX-Datei mit den Literatureinträgen den Dateinamen literature.bib besitzt.
Neben dem BibTeX-Stil plain, bei dem die Literaturangaben nummeriert werden, gibt es den Stil alpha, bei dem der Schlüssel aus einer Kombination von Initialen der Autoren und Erscheinungsjahr des Werks besteht. Daneben gibt es verschiedene Varianten dieser Stile, die sich hauptsächlich in der Darstellung der Literaturliste unterscheiden und oft spezifisch für verschiedene wissenschaftliche Verlage, Konferenzen und Zeitschriften sind.
BibTeX standardisiert die Groß- und Kleinschreibung der Titel nach angelsächsischen Normen: Je nach Entry Type werden entweder das erste Wort groß und alle weiteren klein oder aber alle Wörter bis auf wenige englische Partikel groß geschrieben. Durch Verdoppeln der geschweiften Klammern nach title = (z. B. title = {{die Wissenschaft der Mathematik}}) kann der Mechanismus der automatischen Großschreibung unterdrückt werden, was für deutschsprachige Literatureingaben standardmäßig verwendet werden kann. Dadurch wird aber die Sortierung der so maskierten Zeichenkette verändert. Deshalb ist es ratsam, einen BibTeX-Stil zu verwenden, der die deutschen Gepflogenheiten vollständig umsetzt, wie beispielsweise Jurabib.
Wer eine Quelle nennen möchte, ohne sie im Text zu zitieren, kann dies mit dem Befehl \nocite{lin1973} für eine einzelne Quelle oder \nocite{*} für alle Quellen aus der .bib-Datei tun, um sie in die Bibliografie aufzunehmen.
BibTeX-Einträge für Wikipedia-Artikel können durch den Menüpunkt Artikel zitieren aus dem Menü Werkzeuge in der linken Seite erstellt werden.

## Alternativen
Zu BibTeX gibt es eine Reihe Alternativen, die zum Teil zwischen 1988 und 2010 entstanden, als die Weiterentwicklung durch Patashnik stagnierte:
- BibTeXu ist eine Neu-Implementierung von Yannis Haralambous und dessen Studenten, die den UTF-8-Zeichensatz nutzt.
- bibtex8 unterstützt 8-Bit-Zeichensätze.
- CL-BibTeX ist ein vollständig kompatibler Ersatz von BibTeX. Es ist mit Common Lisp programmiert und unterstützt ebenfalls Unicode.
- MLBibTeX ist eine Neu-Implementierung von BibTeX, die sich durch die Unterstützung von mehreren Sprachen auszeichnet; sie ist von Jean-Michel Hufflen geschrieben.[2]
- biblatex ist von Grund auf neu programmiert. „It redesigns the way in which LaTeX interacts with BibTeX at a fairly fundamental level. With biblatex, BibTeX is only used to sort the bibliography and to generate labels. Instead of being implemented in BibTeX's style files, the formatting of the bibliography is entirely controlled by TeX macros.“ („Es ändert die Art, in der LaTeX mit BibTeX interagiert, auf einer sehr grundlegenden Ebene. Mit biblatex wird BibTeX nur zum Sortieren der Bibliographie und zum Erzeugen der Kennzeichnungen (Labels) verwendet. Die Formatierung der Einträge ist nicht als BibTeX-Formatierungsdatei umgesetzt, sondern wird ganz von TeX-Makros kontrolliert.“)[3]
- Biber ist ein BibTeX-Ersatz für Nutzer von biblatex. Zu den Vorteilen gegenüber BibTeX gehören die Unicode-6.0-Unterstützung, sprachenabhängiges Sortieren und UTF-8-Zitierschlüssel (citekeys).[4]

## Werkzeuge, Editoren, Ergänzungen

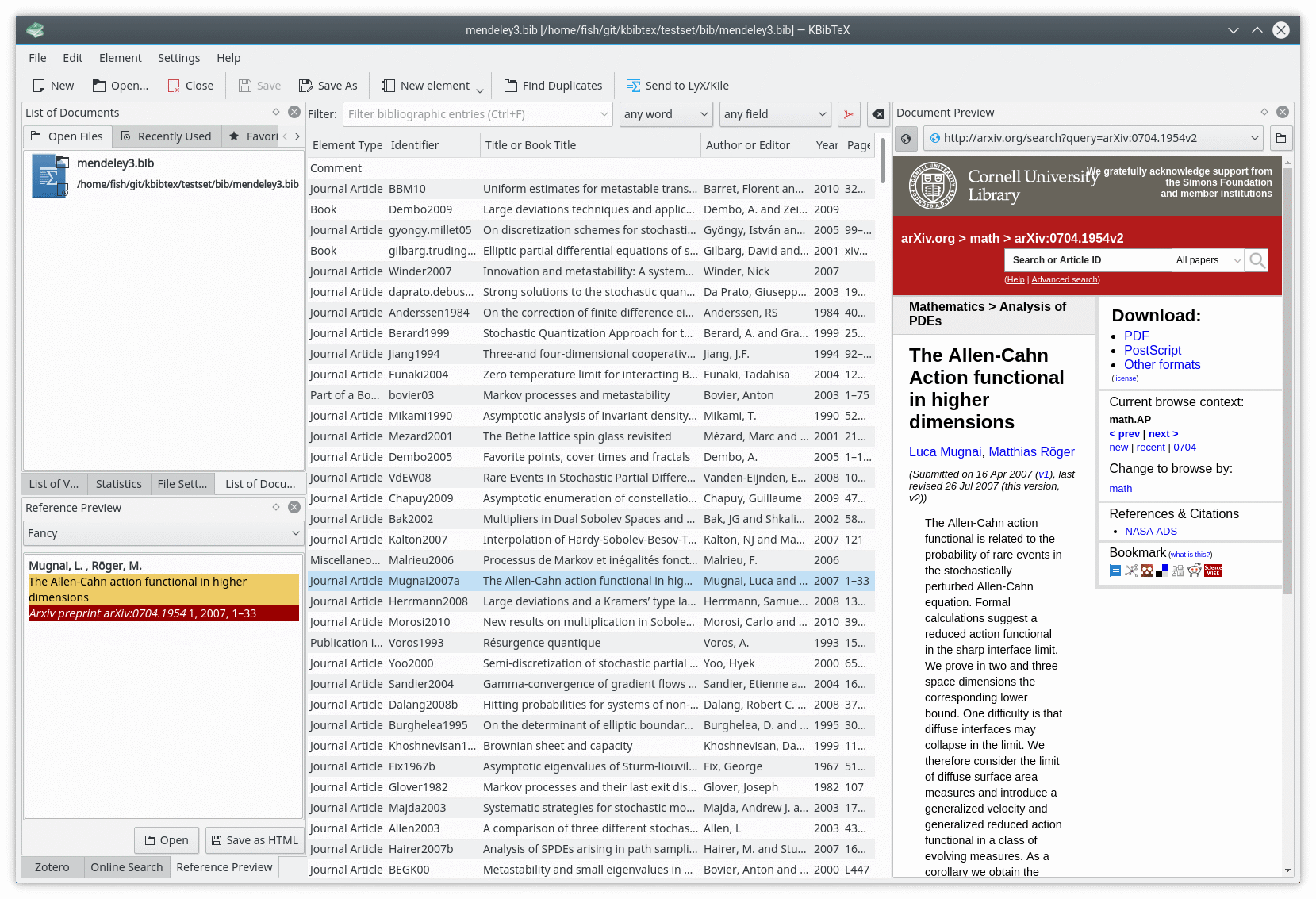
Das Werkzeug KBibTeX